# Топчиев, Гавриил Игнатьевич
Гавриил Игнатьевич Топчиев (1927 — 1998) — передовик советского сельского хозяйства, механизатор совхоза «Туркменский» Туркменского района Ставропольского края, Герой Социалистического Труда (1978).

## Биография
Родился в 1927 году в селе Овощи, ныне Туркменского района Ставропольского края в русской крестьянской семье. В начале Великой Отечественной войны. в возрасте 15-ти лет начал трудовую деятельность прицепщиком в тракторной бригаде. В 18 лет он был признан лучшим механизатором Туркменской машинно-тракторной станции.
Окончив в 1950 году Григорополисскую сельскохозяйственную школу, стал работать комбайнёром. В жатву 1956 года работал на сцепе двух комбайнов, применив прогрессивный метод уборки урожая. Добился высоких производственных результатов и был представлен к государственной награде - Орден Ленина.
После реорганизации машинно-тракторной станции в 1958 году продолжил трудиться комбайнёром в местном совхозе "Туркменский", а с 1970 года работал на тракторе К-700 до выхода на заслуженный отдых.
Указом Президиума Верховного Совета СССР от 22 февраля 1978 года за выдающиеся успехи достигнутые во Всесоюзном социалистическом соревновании, и проявленную трудовую доблесть в выполнении планов и социалистических обязательств по увеличению производства и продажи государству зерна и других продуктов земледелия в 1977 году Гавриилу Игнатьевичу Топчиеву присвоено звание Героя Социалистического Труда с вручением ордена Ленина и золотой медали «Серп и Молот».
Проживал в Туркменском районе Ставропольского края. Умер в 1998 году. 

## Награды
За трудовые и боевые успехи удостоен:
- золотая звезда «Серп и Молот» (22.02.1978)
- два ордена Ленина (11.01.1957, 22.02.1978)
- Орден Октябрьской Революции (07.12.1973)
- Медаль «За трудовую доблесть» (18.06.1952)
- другие медали.